# Liste des choix de repêchages des Hurricanes de la Caroline
Cette liste contient tous les joueurs de hockey sur glace ayant été repêchés par les Hurricanes de la Caroline, franchise de la Ligue nationale de hockey. Les joueurs listés ci-dessus n'ont pas obligatoirement joué un match sous le maillot de l'équipe.
Elle regroupe les joueurs depuis le Repêchage de 1997 organisé par la LNH en 1996-1997, jusqu’à aujourd’hui. Il s’agit du premier repêchage de l’histoire de la LNH,. Les joueurs sont classés par année de repêchage. Les deux premières colonnes donnent le rang et le tour duquel le joueur a été repêché suivis de son nom, de sa nationalité et de sa position de jeu.

## Les repêchages d'entrée

### 1997
| No  | Tour | Nom              | Nationalité | Position      |
| --- | ---- | ---------------- | ----------- | ------------- |
| 22  | 1er  | Nikos Tselios    | États-Unis  | Défenseur     |
| 28  | 2e   | Brad Defauw      | États-Unis  | Ailier gauche |
| 80  | 3e   | Francis Lessard  | Canada      | Ailier droit  |
| 88  | 4e   | Shane Willis     | Canada      | Ailier droit  |
| 142 | 6e   | Kyle Dafoe       | Canada      | Défenseur     |
| 169 | 7e   | Andrew Merrick   | États-Unis  | Centre        |
| 195 | 8e   | Niklas Nordgren  | Suède       | Ailier gauche |
| 199 | 8e   | Randy Fitzgerald | Canada      | Ailier gauche |
| 225 | 9e   | Kent McDonell    | Canada      | Ailier droit  |

### 1998
| No  | Tour | Nom              | Nationalité        | Position       |
| --- | ---- | ---------------- | ------------------ | -------------- |
| 11  | 1er  | Jeff Heerema     | Canada             | Ailier droit   |
| 70  | 3e   | Kevin Holdridge  | États-Unis         | Défenseur      |
| 71  | 3e   | Erik Cole        | États-Unis         | Ailier gauche  |
| 91  | 4e   | Josef Vasicek    | République tchèque | Centre         |
| 93  | 4e   | Tommy Westlund   | Suède              | Ailier gauche  |
| 97  | 4e   | Chris Madden     | États-Unis         | Gardien de but |
| 184 | 7e   | Donald Smith     | États-Unis         | Centre         |
| 208 | 8e   | Jaroslav Svoboda | République tchèque | Ailier gauche  |
| 211 | 8e   | Mark Kosick      | Canada             | Centre         |
| 239 | 9e   | Brent McDonald   | Canada             | Centre         |

### 1999
| No  | Tour | Nom                | Nationalité | Position       |
| --- | ---- | ------------------ | ----------- | -------------- |
| 16  | 1er  | David Tanabe       | États-Unis  | Défenseur      |
| 49  | 2e   | Brett Lysak        | Canada      | Centre         |
| 84  | 3e   | Brad Fast          | Canada      | Défenseur      |
| 113 | 4e   | Ryan Murphy        | États-Unis  | Ailier gauche  |
| 174 | 6e   | Damian Surma       | États-Unis  | Ailier gauche  |
| 202 | 7e   | Jim Baxter         | Canada      | Défenseur      |
| 231 | 8e   | David Evans        | États-Unis  | Ailier droit   |
| 237 | 8e   | Antti Jokela       | Finlande    | Gardien de but |
| 259 | 9e   | Ievgueni Kouriline | Biélorussie | Centre         |

### 2000
| No  | Tour | Nom             | Nationalité        | Position       |
| --- | ---- | --------------- | ------------------ | -------------- |
| 32  | 2e   | Tomáš Kůrka     | République tchèque | Ailier gauche  |
| 80  | 3e   | Ryan Bayda      | Canada             | Ailier gauche  |
| 97  | 4e   | Niclas Wallin   | Suède              | Défenseur      |
| 110 | 4e   | Jared Newman    | États-Unis         | Défenseur      |
| 181 | 6e   | JD Forrest      | États-Unis         | Défenseur      |
| 212 | 7e   | Magnus Kahnberg | Suède              | Attaquant      |
| 235 | 8e   | Craig Kowalski  | États-Unis         | Gardien de but |
| 276 | 9e   | Troy Ferguson   | Canada             | Attaquant      |

### 2001
| No  | Tour | Nom               | Nationalité | Position       |
| --- | ---- | ----------------- | ----------- | -------------- |
| 15  | 1er  | Igor Kniazev      | Russie      | Défenseur      |
| 46  | 2e   | Michael Zigomanis | Canada      | Centre         |
| 91  | 3e   | Kevin Estrada     | Canada      | Ailier gauche  |
| 110 | 4e   | Rob Zepp          | Canada      | Gardien de but |
| 181 | 6e   | Daniel Boisclair  | Canada      | Gardien de but |
| 211 | 7e   | Sean Curry        | États-Unis  | Défenseur      |
| 244 | 8e   | Carter Trevisani  | Canada      | Défenseur      |
| 274 | 9e   | Peter Reynolds    | Canada      | Défenseur      |

### 2002
| No  | Tour | Nom            | Nationalité | Position       |
| --- | ---- | -------------- | ----------- | -------------- |
| 25  | 1er  | Cameron Ward   | Canada      | Gardien de but |
| 91  | 3e   | Jesse Lane     | États-Unis  | Défenseur      |
| 160 | 5e   | Daniel Manzato | Suisse      | Gardien de but |
| 224 | 7e   | Adam Taylor    | Canada      | Centre         |

### 2003
| No  | Tour | Nom             | Nationalité        | Position       |
| --- | ---- | --------------- | ------------------ | -------------- |
| 2   | 1er  | Eric Staal      | Canada             | Centre         |
| 31  | 2e   | Danny Richmond  | États-Unis         | Défenseur      |
| 102 | 4e   | Aaron Dawson    | États-Unis         | Défenseur      |
| 126 | 4e   | Kevin Nastiuk   | Canada             | Gardien de but |
| 130 | 4e   | Matej Trojovský | République tchèque | Défenseur      |
| 137 | 5e   | Tyson Strachan  | Canada             | Défenseur      |
| 198 | 7e   | Shay Stephenson | Canada             | Ailier gauche  |
| 230 | 8e   | Jamie Hoffmann  | États-Unis         | Centre         |
| 262 | 9e   | Ryan Rorabeck   | Canada             | Centre         |

### 2004
| No  | Tour | Nom             | Nationalité        | Position       |
| --- | ---- | --------------- | ------------------ | -------------- |
| 4   | 1er  | Andrew Ladd     | Canada             | Ailier gauche  |
| 38  | 2e   | Justin Peters   | Canada             | Gardien de but |
| 69  | 3e   | Casey Borer     | États-Unis         | Défenseur      |
| 109 | 4e   | Brett Carson    | Canada             | Défenseur      |
| 137 | 5e   | Magnus Åkerlund | Suède              | Gardien de but |
| 202 | 7e   | Ryan Pottruff   | Canada             | Défenseur      |
| 235 | 8e   | Jonas Fiedler   | République tchèque | Ailier droit   |
| 268 | 9e   | Martin Vagner   | République tchèque | Défenseur      |

### 2005
| No  | Tour | Nom               | Nationalité        | Position  |
| --- | ---- | ----------------- | ------------------ | --------- |
| 3   | 1er  | Jack Johnson      | États-Unis         | Défenseur |
| 58  | 2e   | Nathan Hagemo     | États-Unis         | Défenseur |
| 64  | 3e   | Joe Barnes        | Canada             | Centre    |
| 94  | 4e   | Jakub Vojta       | République tchèque | Défenseur |
| 123 | 4e   | Ondrej Otčenaš    | Slovaquie          | Attaquant |
| 145 | 5e   | Timothy Kunes     | États-Unis         | Défenseur |
| 159 | 5e   | Risto Korhonen    | Finlande           | Défenseur |
| 192 | 6e   | Nicolas Blanchard | Canada             | Centre    |
| 198 | 7e   | Kyle Lawson       | États-Unis         | Défenseur |

### 2006
| No  | Tour | Nom            | Nationalité | Position     |
| --- | ---- | -------------- | ----------- | ------------ |
| 63  | 2e   | Jamie McBain   | États-Unis  | Défenseur    |
| 93  | 3e   | Harrison Reed  | Canada      | Ailier droit |
| 123 | 4e   | Bobby Hugues   | Canada      | Centre       |
| 153 | 5e   | Stefan Chaput  | Canada      | Centre       |
| 183 | 6e   | Nick Dodge     | Canada      | Ailier droit |
| 213 | 7e   | Justin Krueger | Allemagne   | Défenseur    |

### 2007
| No  | Tour | Nom             | Nationalité | Position      |
| --- | ---- | --------------- | ----------- | ------------- |
| 11  | 1er  | Brandon Sutter  | États-Unis  | Attaquant     |
| 72  | 3e   | Drayson Bowman  | États-Unis  | Attaquant     |
| 102 | 4e   | Justin McCrae   | Canada      | Centre        |
| 132 | 5e   | Chris Terry     | Canada      | Ailier gauche |
| 162 | 6e   | Brett Bellemore | Canada      | Défenseur     |

### 2008
| No  | Tour | Nom            | Nationalité        | Position       |
| --- | ---- | -------------- | ------------------ | -------------- |
| 14  | 1er  | Zach Boychuk   | Canada             | Centre         |
| 45  | 2e   | Zac Dalpe      | Canada             | Attaquant      |
| 105 | 4e   | Michal Jordán  | République tchèque | Défenseur      |
| 165 | 6e   | Mike Murphy    | Canada             | Gardien de but |
| 195 | 7e   | Samuel Morneau | Canada             | Ailier gauche  |

### 2009
| No  | Tour | Nom               | Nationalité | Position      |
| --- | ---- | ----------------- | ----------- | ------------- |
| 27  | 1er  | Philippe Paradis  | Canada      | Centre        |
| 51  | 2e   | Brian Dumoulin    | États-Unis  | Défenseur     |
| 88  | 3e   | Mattias Lindstrom | Suède       | Ailier gauche |
| 131 | 5e   | Matt Kennedy      | Canada      | Ailier droit  |
| 178 | 6e   | Rasmus Rissanen   | Finlande    | Défenseur     |
| 208 | 7e   | Tommi Kivisto     | Finlande    | Défenseur     |

### 2010
| No  | Tour | Nom               | Nationalité | Position       |
| --- | ---- | ----------------- | ----------- | -------------- |
| 7   | 1er  | Jeff Skinner      | Canada      | Centre         |
| 37  | 2e   | Justin Faulk      | États-Unis  | Défenseur      |
| 53  | 2e   | Mark Alt          | États-Unis  | Défenseur      |
| 67  | 3e   | Danny Biega       | Canada      | Défenseur      |
| 85  | 3e   | Austin Levi       | États-Unis  | Défenseur      |
| 105 | 4e   | Justin Shugg      | Canada      | Ailier gauche  |
| 167 | 6e   | Tyler Stahl       | Canada      | Défenseur      |
| 187 | 7e   | Frederik Andersen | Danemark    | Gardien de but |

### 2011
| No  | Tour | Nom             | Nationalité | Position       |
| --- | ---- | --------------- | ----------- | -------------- |
| 12  | 1er  | Ryan Murphy     | Canada      | Défenseur      |
| 42  | 2e   | Victor Rask     | Suède       | Centre         |
| 73  | 3e   | Keegan Lowe     | États-Unis  | Défenseur      |
| 103 | 4e   | Grégory Hofmann | Suisse      | Centre         |
| 163 | 6e   | Matt Mahalak    | États-Unis  | Gardien de but |
| 193 | 7e   | Brody Sutter    | Canada      | Centre         |

### 2012
| No  | Tour | Nom                 | Nationalité | Position       |
| --- | ---- | ------------------- | ----------- | -------------- |
| 38  | 2e   | Phillip Di Giuseppe | Canada      | Ailier gauche  |
| 47  | 2e   | Brock McGinn        | Canada      | Ailier gauche  |
| 69  | 3e   | Daniel Altshuller   | Canada      | Gardien de but |
| 99  | 4e   | Erik Karlsson       | Suède       | Centre         |
| 115 | 4e   | Trevor Carrick      | Canada      | Défenseur      |
| 120 | 4e   | Jaccob Slavin       | États-Unis  | Défenseur      |
| 129 | 5e   | Brendan Woods       | Canada      | Ailier gauche  |
| 159 | 6e   | Collin Olson        | États-Unis  | Gardien de but |
| 189 | 7e   | Brendan Collier     | États-Unis  | Ailier gauche  |

### 2013
| No  | Tour | Nom            | Nationalité | Position      |
| --- | ---- | -------------- | ----------- | ------------- |
| 5   | 1er  | Elias Lindholm | Suède       | Centre        |
| 66  | 3e   | Brett Pesce    | États-Unis  | Défenseur     |
| 126 | 5e   | Brent Pedersen | Canada      | Ailier gauche |
| 156 | 6e   | Tyler Ganly    | Canada      | Défenseur     |

### 2014
| No  | Tour | Nom                   | Nationalité | Position       |
| --- | ---- | --------------------- | ----------- | -------------- |
| 7   | 1er  | Haydn Fleury          | Canada      | Défenseur      |
| 37  | 2e   | Alexander Nedeljkovic | États-Unis  | Gardien de but |
| 67  | 3e   | Warren Foegele        | Canada      | Ailier gauche  |
| 96  | 4e   | Josh Wesley           | États-Unis  | Défenseur      |
| 97  | 4e   | Lucas Wallmark        | Suède       | Centre         |
| 127 | 5e   | Clark Bishop          | Canada      | Centre         |
| 187 | 7e   | Kyle Jenkins          | Canada      | Défenseur      |

### 2015
| No  | Tour | Nom              | Nationalité | Position       |
| --- | ---- | ---------------- | ----------- | -------------- |
| 5   | 1er  | Noah Hanifin     | États-Unis  | Défenseur      |
| 35  | 2e   | Sebastian Aho    | Finlande    | Ailier droit   |
| 93  | 4e   | Callum Booth     | Canada      | Gardien de but |
| 96  | 4e   | Nicolas Roy      | Canada      | Centre         |
| 126 | 5e   | Luke Stevens     | États-Unis  | Ailier gauche  |
| 138 | 5e   | Spencer Smallman | Canada      | Ailier droit   |
| 156 | 6e   | Jake Massie      | Canada      | Défenseur      |
| 169 | 6e   | David Cotton     | États-Unis  | Centre         |
| 186 | 7e   | Steven Lorentz   | Canada      | Centre         |

### 2016
| No  | Tour | Nom             | Nationalité | Position       |
| --- | ---- | --------------- | ----------- | -------------- |
| 13  | 1er  | Jake Bean       | Canada      | Défenseur      |
| 21  | 1er  | Julien Gauthier | Canada      | Ailier droit   |
| 43  | 2e   | Janne Kuokkanen | Finlande    | Centre         |
| 67  | 3e   | Matt Filipe     | États-Unis  | Ailier gauche  |
| 74  | 3e   | Hudson Elynuik  | Canada      | Centre         |
| 75  | 3e   | Jack LaFontaine | Canada      | Gardien de but |
| 104 | 4e   | Max Zimmer      | États-Unis  | Ailier gauche  |
| 134 | 5e   | Jeremy Helvig   | Canada      | Gardien de but |
| 164 | 6e   | Noah Carroll    | Canada      | Défenseur      |

### 2017
| No  | Tour | Nom              | Nationalité        | Position       |
| --- | ---- | ---------------- | ------------------ | -------------- |
| 12  | 1er  | Martin Nečas     | République tchèque | Centre         |
| 42  | 2e   | Eetu Luostarinen | Finlande           | Centre         |
| 52  | 2e   | Luke Martin      | États-Unis         | Défenseur      |
| 67  | 3e   | Morgan Geekie    | Canada             | Centre         |
| 73  | 3e   | Stelio Mattheos  | Canada             | Ailier droit   |
| 104 | 4e   | Eetu Makiniemi   | Finlande           | Gardien de but |
| 166 | 6e   | Brendan De Jong  | Canada             | Défenseur      |
| 197 | 7e   | Ville Rasanen    | Finlande           | Défenseur      |

### 2018
| No  | Tour | Nom                | Nationalité | Position       |
| --- | ---- | ------------------ | ----------- | -------------- |
| 2   | 1er  | Andreï Svetchnikov | Russie      | Ailier droit   |
| 42  | 2e   | Jack Drury         | États-Unis  | Centre         |
| 96  | 4e   | Luke Henman        | Canada      | Centre         |
| 104 | 4e   | Lenni Killinen     | Finlande    | Ailier droit   |
| 166 | 6e   | Jesper Sellgren    | Suède       | Défenseur      |
| 197 | 7e   | Jacob Kucharski    | États-Unis  | Gardien de but |

### 2019
| No  | Tour | Nom              | Nationalité | Position       |
| --- | ---- | ---------------- | ----------- | -------------- |
| 28  | 1er  | Ryan Suzuki      | Canada      | Centre         |
| 36  | 2e   | Piotr Kotchetkov | Russie      | Gardien de but |
| 44  | 2e   | Jamieson Rees    | Canada      | Centre         |
| 73  | 3e   | Patrik Puistola  | Finlande    | Ailier droit   |
| 83  | 3e   | Anttoni Honka    | Finlande    | Défenseur      |
| 90  | 3e   | Domenick Fensore | États-Unis  | Défenseur      |
| 99  | 4e   | Cade Webber      | États-Unis  | Défenseur      |
| 121 | 4e   | Tuukka Tieksola  | Finlande    | Ailier droit   |
| 152 | 5e   | Kirill Slepets   | Russie      | Ailier droit   |
| 181 | 6e   | Kevin Wall       | États-Unis  | Ailier droit   |
| 183 | 6e   | Blake Murray     | Canada      | Centre         |
| 216 | 7e   | Massimo Rizzo    | Canada      | Centre         |

### 2020
| No  | Tour | Nom                 | Nationalité | Position      |
| --- | ---- | ------------------- | ----------- | ------------- |
| 13  | 1er  | Seth Jarvis         | Canada      | Centre        |
| 41  | 2e   | Noel Gunler         | Suède       | Ailier droit  |
| 53  | 2e   | Vassili Ponomariov  | Russie      | Centre        |
| 69  | 3e   | Aleksandr Nikichine | Russie      | Défenseur     |
| 115 | 4e   | Zion Nybeck         | Suède       | Ailier gauche |
| 159 | 6e   | Lucas Mercuri       | Canada      | Centre        |
| 199 | 7e   | Aleksandr Pachine   | Russie      | Ailier droit  |
| 208 | 7e   | Ronan Seeley        | Canada      | Défenseur     |

### 2021
| No  | Tour | Nom               | Nationalité        | Position       |
| --- | ---- | ----------------- | ------------------ | -------------- |
| 40  | 2e   | Scott Morrow      | États-Unis         | Défenseur      |
| 44  | 2e   | Aleksi Heimosalmi | Finlande           | Défenseur      |
| 51  | 2e   | Ville Koivunen    | Finlande           | Ailier droit   |
| 83  | 3e   | Patrik Hamrla     | République tchèque | Gardien de but |
| 94  | 3e   | Aidan Hreschuk    | États-Unis         | Défenseur      |
| 109 | 4e   | Jackson Blake     | États-Unis         | Ailier droit   |
| 136 | 5e   | Robert Orr        | Canada             | Ailier droit   |
| 147 | 5e   | Justin Robidas    | États-Unis         | Centre         |
| 170 | 6e   | Bryce Montgomery  | États-Unis         | Défenseur      |
| 187 | 6e   | Nikita Quapp      | Allemagne          | Gardien de but |
| 200 | 7e   | Iegor Naoumov     | Russie             | Gardien de but |
| 209 | 7e   | Nikita Gouslistov | Russie             | Centre         |
| 219 | 7e   | Joel Nystrom      | Suède              | Défenseur      |

### 2022
| No  | Tour | Nom                 | Nationalité | Position       |
| --- | ---- | ------------------- | ----------- | -------------- |
| 60  | 2e   | Gleb Trikozov       | Russie      | Ailier gauche  |
| 71  | 3e   | Alexandre Perevalov | Russie      | Ailier gauche  |
| 101 | 4e   | Simon Forsmark      | Suède       | Défenseur      |
| 124 | 4e   | Cruz Lucius         | États-Unis  | Ailier droit   |
| 156 | 5e   | Vladimir Groudinine | Russie      | Défenseur      |
| 171 | 6e   | Jakub Vondras       | Tchéquie    | Gardien de but |
| 205 | 7e   | Alexander Pelevin   | Russie      | Défenseur      |

### 2023
| No  | Tour | Nom                    | Nationalité | Position       |
| --- | ---- | ---------------------- | ----------- | -------------- |
| 30  | 1er  | Bradley Nadeau         | Canada      | Ailier gauche  |
| 62  | 2e   | Felix Unger-Sorum      | Norvège     | Ailier droit   |
| 94  | 3e   | Jayden Perron          | Canada      | Ailier droit   |
| 100 | 4e   | Alexander Rykov        | Russie      | Ailier droit   |
| 126 | 4e   | Stanislav Yarovoi      | Russie      | Ailier droit   |
| 139 | 5e   | Charles-Alexis Legault | Canada      | Défenseur      |
| 158 | 5e   | Ruslan Khazheyev       | Russie      | Gardien de but |
| 163 | 6e   | Timur Mukhanov         | Russie      | Ailier gauche  |
| 190 | 6e   | Michael Emerson        | États-Unis  | Ailier gauche  |
| 222 | 7e   | Yegor Velmakin         | Russie      | Gardien de but |

### 2024
| No  | Tour | Nom                 | Nationalité | Position      |
| --- | ---- | ------------------- | ----------- | ------------- |
| 34  | 2e   | Dominik Badinka     | Tchéquie    | Défenseur     |
| 50  | 2e   | Nikita Artamonov    | Russie      | Ailier gauche |
| 69  | 3e   | Noel Fransen        | Suède       | Défenseur     |
| 124 | 4e   | Alexander Siryatsky | Russie      | Défenseur     |
| 133 | 5e   | Oskar Vuollet       | Suède       | Ailier gauche |
| 156 | 5e   | Justin Poirier      | Canada      | Ailier droit  |
| 168 | 6e   | Timur Kol           | Russie      | Défenseur     |
| 184 | 6e   | Roman Shokhrin      | Russie      | Défenseur     |
| 188 | 6e   | Fyodor Avramov      | Russie      | Ailier gauche |
| 220 | 7e   | Andrey Krutov       | Russie      | Ailier gauche |

### 2025
| No  | Tour | Nom             | Nationalité | Position       |
| --- | ---- | --------------- | ----------- | -------------- |
| 41  | 2e   | Semion Frolov   | Russie      | Gardien de but |
| 49  | 2e   | Charlie Cerrato | États-Unis  | Centre         |
| 62  | 2e   | Ivan Riabkine   | Russie      | Centre         |
| 67  | 3e   | Kourban Limatov | Russie      | Défenseur      |
| 87  | 3e   | Roman Baousov   | Russie      | Défenseur      |
| 183 | 6e   | Viggo Nordlund  | Suède       | Ailier gauche  |
| 221 | 7e   | Filip Ekberg    | Suède       | Ailier droit   |